# Ambehta
Ambehta é uma vila e uma nagar panchayat no distrito de Saharanpur, no estado indiano de Uttar Pradesh.

## Demografia
Segundo o censo de 2001, Ambehta tinha uma população de 13,103 habitantes. Os indivíduos do sexo masculino constituem 52% da população e os do sexo feminino 48%. Ambehta tem uma taxa de literacia de 41%, inferior à média nacional de 59.5%; com 62% para o sexo masculino e 38% para o sexo feminino. 20% da população está abaixo dos 6 anos de idade.